# فالينتي ماسانا
فالينتي ماسانا غارثيا (بالإسبانية: Valentí Massana Gracía، ولد في 5 يوليو 1970، فيلاديكانس، برشلونة، إسبانيا) رياضي ألعاب قوى إسباني.
حاز على الميدالية البرونزية في دورة الألعاب الأولمبية الصيفية 1996 في أتلانتا، كما حاز على الميدالية الذهبية في بطولة العالم لألعاب القوى عام 1993.

## إنجازاته

### الألعاب الأولمبية الصيفية
- 1996 أتلانتا  الولايات المتحدة:  ميدالية برونزية في سباق المشي 50 كيلومتر.

### بطولة العالم لألعاب القوى
- 1993 شتوتغارت  ألمانيا:  ميدالية ذهبية في سباق المشي 20 كيلومتر.
- 1995غوتنبرغ  السويد:  ميدالية فضية في سباق المشي 20 كيلومتر.

### بطولة أوروبا لألعاب القوى
- 1994 هلسنكي  فنلندا:  ميدالية برونزية في سباق المشي 20 كيلومتر.

## وصلات خارجية
- فالينتي ماسانا على موقع الاتحاد الدولي لألعاب القوى (الإنجليزية)
- فالينتي ماسانا على موقع اللجنة الأولمبية الدولية (الإنجليزية)
- فالينتي ماسانا على موقع أوليمبيديا (الإنجليزية)
- فالينتي ماسانا على موقع اللجنة الأولمبية الإسبانية (الإسبانية)